# Bruce Dawe
Pour les articles homonymes, voir Dawe.
Donald Bruce Dawe, ordre d'Australie, né le 15 février 1930 à Fitzroy (Melbourne) et mort le 1er avril 2020 à Caloundra (Queensland) est un poète et professeur de littérature australien, considéré par certains comme l'un des poètes australiens les plus influents du XXe siècle.

## Biographie
Un des poètes australiens les plus populaires du XXe siècle, Bruce Dawe a enseigné la littérature pendant plus de trois décennies, d'abord dans le secondaire puis à l'université. Entre autres nombreuses récompenses pour sa poésie, il a reçu le prix Patrick-White, du nom du prix Nobel, en 1980 et été honoré de l'Ordre d'Australie pour sa remarquable contribution à la littérature australienne.

### Famille
Bruce Dawe s'est marié avec Gloria Desley Blain le 27 janvier 1964. Entre décembre 1964 et juillet 1969, ils ont eu quatre enfants : Brian, les jumeaux Jamie et Katrina, et Melissa. Gloria mourut en 1997.

## Recueils
- 1968 : An Eye for a Tooth (Cheshire)
- 1969 : Beyond the Subdivisions: Poems (F. W. Cheshire)
- 1970 : Heat-Wave (Melbourne, Sweeney Reed)
- 1971 : Condolences of the Season: Selected Poems (F. W. Cheshire)
- 1975 : Just a Dugong at Twilight: Mainly Light Verse (F. W. Cheshire)
- 1984 : Selected Poems (Londres, Longman)
- 1990 : This Side of Silence: Poems 1987–1990 (Longman Cheshire)
- 1995 : Mortal Instruments: Poems 1990–1995 (Longman)
- 1998 : A Poet's People (Melbourne Sud, Addison Wesley Longman)
- 2003 : The Headlong Traffic: Poems and Prose Monologues 1997 to 2002 (Longman)
- 2003 : Towards a War: Twelve Reflections (Picaro Press)
- 2006 : Sometimes Gladness: Collected Poems, 1954–2005, 6e édition (Longman Cheshire
- 2013 : 
  - Blind Spots (Picaro Press)
  - Kevin Almighty (Picaro Press)
- 2016 : Border Security (UWA)

## Distinctions
- 1980 : Prix Patrick-White
- 1982 : Prix Christopher Brennan
- 1992 : Officier de l'Ordre d'Australie
- 2000 : Art Council Emeritus Writers Award